# Un canto a Galicia
Un canto a Galicia è una canzone in galiziano del 1971 scritta e cantata da Julio Iglesias e inserita nell'omonimo album (1972) e in diverse raccolte successive, tra cui Mi vida del 1998.

La canzone, che nel 1972 ottenne un grande successo in Europa (prima posizione nella classifica Dutch Top 40 e nelle Fiandre in Belgio per 4 settimane), Sud America, Nord Africa e Medio Oriente e nella versione tedesca Wenn ein Schiff vorüberfährt arriva in sesta posizione in Germania Ovest, è un omaggio di Julio Iglesias alla terra d'origine del padre (nativo di Ourense/Orense).
Il brano è stato inciso anche nella versione in lingua spagnola e riadattato in italiano come Un canto alla vita.

## Descrizione

### Testo e musica
La canzone, cantata in lingua galiziana (ma esiste anche una versione in spagnolo) parla della nostalgia (in galiziano:  morriña, saudade) per la propria terra d'origine, la Galizia  appunto, di cui si rimpiangono soprattutto i bei paesaggi.
Ma se il testo è un po' malinconico e nostalgico, la musica e il ritmo sono, al contrario, allegri e vivaci, quasi a voler rendere la nostalgia solo un piacevole ricordo. Il suono prevalente è quello di una chitarra, accompagnata spesso da un battito di mani.

## Tracce

### 45 giri (Edizione 1, 1971/1972)[1]
1. Un canto a Galicia
2. Como el álamo al camino

### 45 giri (Edizione per la Francia, 1972)[5]
1. Un canto a Galicia
2. Por una mujer

### 45 giri (Edizione per il Canada, 1976)[6]
1. Un canto a Galicia
2. Río rebelde